# 大慈法王
大慈法王，明朝授予藏传佛教格鲁派高僧“释迦益西”，《明史》作“释迦也失”的封号，属于三大法王之一。地位低于大宝法王、大乘法王。
明朝在西藏地方除了封授四个政教首领为王外，还分封藏传佛教三大教派领袖人物为 “法王”，“因其俗尚，用僧徒化导”。据藏文《大慈法王传》，为拉萨河下游蔡贡塘地方人。自幼出家，后拜格鲁派创始人宗喀巴为根本上师，学习佛法。因勤奋好学，才华过人，被宗喀巴大师称为“辩才无碍”的八大弟子之一。永乐六年（1408年）明成祖遣使到拉萨召请宗喀巴进京，使臣通过阐化王扎巴坚赞和内邬宗宗本南喀桑布在色拉却顶见到宗喀巴，宗喀巴上书辞谢。永乐十二年（1414年）永乐帝再次遣使召请，宗喀巴患病，遣释迦也失代表自己至南京朝见成祖。永乐十三年（1415年），抵南京，举行大法会，为明成祖祝寿祈福，授长寿灌顶， 受封“妙觉圆通慈慧普应辅国显教灌顶弘善西天佛子大国师”，赐印诰。永乐十四年（1416年）辞归，受内地刻印的藏文大藏经《甘珠尔》一百零八函。宣德九年（1434年）明宣宗封释迦也失为“万行妙明真如上胜清净般若弘照普慧辅国显教至善大慈法王西天正觉如来自在大圆通佛”。授其徒为大国师、国师、禅师、僧官等。大慈法王每年须对明朝贡。

## 延伸阅读
[在维基数据编辑]
 《明史卷三百三十一》，出自《明史》